# Anne Ratkowski
Anneliese „Anne“ Ratkowski (* 3. März 1903 in Berlin; † 1996 in New York City) war eine deutsch-jüdische Malerin.

## Werdegang
Anne Ratkowski war die Tochter des Arztes und Sanitätsrats Leopold Ratkowski († 1937) sowie dessen Frau Gertrude, geborene Solms. Laut eigenen Angaben besuchte Ratkowski die Chamisso-Schule, ein Mädchengymnasium in Berlin-Schöneberg, wo sie auch ihr Abitur ablegte. Da der Zugang zu Kunstakademien Frauen noch verwehrt war, nahm sie zwischen 1919 und 1929 Unterricht bei Arthur Segal in seiner Privatmalschule in Berlin-Charlottenburg.
Im Oktober 1922 heiratete sie den Maler Nikolaus Braun. Ratkowski beteiligte sich regelmäßig an Ausstellungen der 1918 gegründeten Novembergruppe, zu deren Mitgliedern u. a. ihr Ehemann sowie ihr Lehrer Segal zählten. Die Künstlerin konnte durch diese Ausstellungsbeteiligung zwischen 1923 und 1931 ca. 12 Werke auf der Großen Berliner Kunstausstellung präsentieren. Daneben stellte sie auch Werke in der Galerie Neumann-Nierendorf aus sowie 1921 in der Kunsthandlung Fraenkel & Co (Josef Altmann).
Ab Mitte der 1920er Jahre konnte Ratkowski mit ihrer neusachlichen Malerei erste Erfolge verzeichnen. Zusammen mit Max Heimann, Gertrud Dreyfuss und Nikolaus Braun gründete Ratkowski die Gruppe Neue Naturalisten, die sich einer realistischen, unpathetischen Darstellungsweise verschrieb.
Am 12. November 1930 kam Andreas zur Welt, der gemeinsame Sohn von Ratkowski und Braun.
Mit der Machtübernahme der Nationalsozialisten 1933 wurde Ratkowski als jüdische Künstlerin vom öffentlichen Kunstbetrieb ausgeschlossen. 1937 entschliess sie sich zusammen mit Braun zur Emigration.
Die Ehe mit Braun wurde 1938 geschieden. Im gleichen Jahr konnte Ratkowski ihren Sohn mit einem Kindertransport nach England in Sicherheit bringen.
Im Mai 1939 ging Ratkowski nach Antwerpen in Belgien. Hier heiratete sie am 6. April 1940 ihren zweiten Ehemann Paul Wangenheim. Bis zum Ende des Zweiten Weltkrieges lebten die Eheleute im Untergrund in Belgien. Ratkowski schuf hier neue Arbeiten, die sie 1946 in der Galerie Regent in Brüssel erstmals ausstellen konnte.
Da die belgischen Behörden Ratkowski und Wangenheim dauerhaften Aufenthalt verweigerten, ging das Paar im April 1948 nach New York City, wo sie ihren Nachnamen in Wanger umbenannten.
In den 1970er Jahren hatte Ratkowski verschiedene kleinere Ausstellungen in New York.

## Werke und dokumentarische Teilnachlässe
Die Berlinische Galerie verwahrt neben den Gemälden „Küchenstillleben mit Hering“ (um 1938), „Salon meiner Eltern“ (1938) sowie „Porträt Else“ (um 1932) einen kleinen dokumentarischen Teilnachlass mit persönlichen Dokumenten aus der Zeit Ratkowskis in Deutschland und Belgien bis zur Emigration in die Vereinigten Staaten von Amerika.
In der Bibliothek des Leo-Baeck Instituts in New York City befindet sich ein kleiner Teilbestand mit persönlichen Dokumenten zur Zeit Ratowskis in den Vereinigten Staaten von Amerika.